# Coppa Italia 2012-2013 (calcio femminile)
L'edizione 2012-2013 è stata la quarantunesima della storia della Coppa Italia di calcio femminile.

## Formula
Cambia il format rispetto alle ultime edizioni. Le 16 squadre di A e le 43 di B partiranno tutte dal primo turno con l'eccezione di Torres, campione d'Italia e Brescia, detentore della Coppa Italia, che entreranno agli ottavi. Nel primo turno, le 58 squadre rimaste sono state abbinate su scala geografica in gara unica da disputare sul campo della prima sorteggiata, per un totale di 26 gare. Le rimanenti sei squadre disputano il primo turno in un triangolare a tre, dove la prima classificata si qualifica per i sedicesimi di finale.
Dai 16esimi, gli abbinamenti seguono il normale tabellone e gli accoppiamenti stabiliti fin dal sorteggio del primo turno preliminare. Agli ottavi entrano Torres e Brescia. Tutte le gare sono uniche, e si giocano in campo della squadra che ha giocato il minor numero di incontri casalinghi nella competizioni (in caso di parità, sorteggio).
La finalissima si è disputata sabato 1º giugno alle 15:30, presso lo Stadio Tullo Morgagni di Forlì.

### Copertura televisiva
Alcune gare sono state trasmesse da televisioni locali. La finalissima sarà trasmessa in diretta da Raisport.

## Squadre partecipanti

### Serie A
| - Bardolino Verona - Brescia - Chiasiellis - Como 2000 - Fiamma Monza - Firenze - Fortitudo Mozzecane - Pordenone | - Graphistudio Tavagnacco - Grifo Perugia - Lazio CF - Mozzanica - Napoli - Riviera di Romagna - Torres - Torino |

### Serie A2
Partecipano 43 delle 44 squadre di Serie A2. Il Centro Ester, squadra del girone D, non ha preso parte alla competizione.

#### Girone A
| - Alessandria - Alba - Atletico Oristano - Castelfranco - Cuneo San Rocco - Matuziana Sanremo - Molassana Boero - Real Arenzano - Sarzanese - Scalese - Spezia - Villacidro Villgomme |

#### Girone B
| - Orobica - Brixen OBI - Franciacorta - Real Bardolino - Real Meda - Südtirol - Tradate Abbiate - Trento Clarentia - Valpo Pedemonte - Vicenza - Ženský-Padova |

#### Girone C
| - Bocconi - Castelvecchio - Gordige - Imolese - Inter Milano - L.F. Jesina - Mestre 1999 - ACF Milan - Olimpia Vignola - San Zaccaria - Union Villanova - Vittorio Veneto |

#### Girone D
| - Acese - Caira - Chieti - Foligno - Ludos Palermo - Pink Sport Time - Real Marsico - Res Roma - Wom. Civitavecchia |

## Date
| Fase        | Turno            | Data                |                     |
| ----------- | ---------------- | ------------------- | ------------------- |
| Gironi      | 1ª giornata      | 30 agosto 2012      | 30 agosto 2012      |
| Gironi      | 2ª giornata      | 2 settembre 2012    | 2 settembre 2012    |
| Gironi      | 3ª giornata      | 5 settembre 2012    | 5 settembre 2012    |
| Fase finale | 1º turno         | 1º-2 settembre 2012 | 1º-2 settembre 2012 |
| Fase finale | 2º turno         | 8-9 settembre 2012  | 8-9 settembre 2012  |
| Fase finale | Ottavi di finale | 12 dicembre 2012    | 12 dicembre 2012    |
| Fase finale | Quarti di finale | 11 maggio 2013      | 11 maggio 2013      |
| Fase finale | Semifinali       | 25-26 maggio 2013   | 25-26 maggio 2013   |
| Fase finale | Finale           | 1º giugno 2013      | 1º giugno 2013      |

## Calendario
Il tabellone è stato sorteggiato il 14 agosto 2012 nella sede della Divisione Calcio Femminile a Roma.

### Primo turno

#### Triangolari

##### Girone 1
| Squadra #1   | Squadra #2   | Risultato |
| ------------ | ------------ | --------- |
| Bocconi      | Inter Milano | 1-3       |
| Fiammamonza  | Bocconi      | 3-1       |
| Inter Milano | Fiammamonza  | 5-0       |

| Squadra         | Pt | G | V | N | P | RF | RS | DR |
| --------------- | -- | - | - | - | - | -- | -- | -- |
| 1. Inter Milano | 6  | 2 | 2 | 0 | 0 | 8  | 1  | +7 |
| 2. Fiamma Monza | 3  | 2 | 1 | 0 | 1 | 3  | 6  | -3 |
| 3. Bocconi      | 0  | 2 | 0 | 0 | 2 | 2  | 6  | -4 |

##### Girone 2
| Squadra #1       | Squadra #2       | Risultato |
| ---------------- | ---------------- | --------- |
| Real Bardolino   | Valpo Pedemonte  | 1-2       |
| Bardolino Verona | Real Bardolino   | 7-0       |
| Valpo Pedemonte  | Bardolino Verona | 0-4       |

| Squadra             | Pt | G | V | N | P | RF | RS | DR  |
| ------------------- | -- | - | - | - | - | -- | -- | --- |
| 1. Bardolino Verona | 6  | 2 | 2 | 0 | 0 | 11 | 0  | +11 |
| 2. Valpo Pedemonte  | 3  | 2 | 1 | 0 | 1 | 2  | 5  | -3  |
| 3. Real Bardolino   | 0  | 2 | 0 | 0 | 2 | 1  | 9  | -8  |

#### Primo turno
In gara unica, disputate sabato 1º e domenica 2 settembre 2012.
| Squadra 1              | Risultato      | Squadra 2           |
| ---------------------- | -------------- | ------------------- |
| Alessandria            | 1-0            | Torino              |
| Alba                   | 1-4            | Cuneo San Rocco     |
| Matuziana Sanremo      | 0-3            | Real Arenzano       |
| Villacidro             | 5-0            | Atletico Oristano   |
| Spezia                 | 0-0 4-2 d.c.r. | Molassana Boero     |
| Vincente triangolare A | 6              |                     |
| Tradate Abbiate        | 3-3 7-8 d.c.r. | Como 2000           |
| Milan                  | 1-9            | Real Meda           |
| Orobica                | 0-5            | Mozzanica           |
| Franciacorta           | 0-3            | Fortitudo Mozzecane |
| Vincente triangolare B | 11             |                     |
| Südtirol               | 3-3 6-4 d.c.r. | Brixen              |
| Vicenza                | 5-0            | Trento Clarentia    |
| Zensky-Padova          | 1-3            | Gordige             |
| Pordenone              | 5-2            | Mestre              |
| Union Villanova        | 0-5            | Chiasiellis         |
| Vittorio Veneto        | 0-2            | Tavagnacco          |
| San Zaccaria           | 1-3            | Riviera di Romagna  |
| Imolese                | 2-0            | Olimpia Vignola     |
| Castelfranco           | 1-0            | Sarzanese           |
| Scalese                | 1-4            | Firenze             |
| Castelvecchio          | 1-2            | Jesina              |
| Foligno                | 0-5            | Grifo Perugia       |
| Chieti                 | 0-2            | Res Roma            |
| Women Civitavecchia    | 0-1            | Lazio               |
| Caira                  | 0-5            | Napoli              |
| Real Marsico           | 3-2            | Pink Sport Time     |
| Ludos Palermo          | 2-4            | Acese               |

### Secondo turno
In gara unica, disputate tra sabato 8 e domenica 9 settembre 2012 alle ore 15:30.
| Squadra 1        | Risultato      | Squadra 2           |
| ---------------- | -------------- | ------------------- |
| Cuneo San Rocco  | 1-1 5-3 d.c.r. | Alessandria         |
| Real Arenzano    | 5-0            | Villacidro          |
| Inter Milano     | 10-0           | Spezia              |
| Real Meda        | 0-4            | Como 2000           |
| Mozzanica        | 6-0            | Fortitudo Mozzecane |
| Bardolino Verona | 5-1            | Südtirol            |
| Gordige          | 2-0            | Vicenza             |
| Chiasiellis      | 1-2            | Pordenone           |
| Tavagnacco       | 3-0            | Riviera di Romagna  |
| Imolese          | 0-1            | Castelfranco        |
| Firenze          | 3-1            | Jesina              |
| Res Roma         | 3-1            | Grifo Perugia       |
| Lazio            | 0-2            | Napoli              |
| Acese            | 3-2            | Real Marsico        |

### Ottavi
In gara unica, disputate l'11, il 12 e il 22 dicembre 2012.
| Squadra 1        | Risultato        | Squadra 2    |
| ---------------- | ---------------- | ------------ |
| Cuneo San Rocco  | 1-9              | Torres       |
| Real Arenzano    | 1-4              | Inter Milano |
| Como 2000        | 2-2 (5-6 d.c.r.) | Brescia      |
| Bardolino Verona | 2-1              | Mozzanica    |
| Pordenone        | 3-0              | Gordige      |
| Castelfranco     | 1-5              | Tavagnacco   |
| Res Roma         | 2-0              | Firenze      |
| Napoli           | 4-1              | Acese        |

### Quarti
In gara unica, disputate l'11 maggio 2013 alle ore 15.00.
| Squadra 1  | Risultato | Squadra 2        |
| ---------- | --------- | ---------------- |
| Torres     | 2-0       | Inter Milano     |
| Brescia    | 0-2       | Bardolino Verona |
| Tavagnacco | 6-3       | Pordenone        |
| Napoli     | 1-0       | Res Roma         |

### Semifinali
In gara unica, disputata il 25 maggio 2013 alle ore 16.
| Squadra 1        | Risultato        | Squadra 2 |
| ---------------- | ---------------- | --------- |
| Bardolino Verona | 1-1 (5-3 d.c.r.) | Torres    |
| Tavagnacco       | 3-0              | Napoli    |

### Finale
In gara unica, disputata sabato 1º giugno alle 15:30, presso lo Stadio Tullo Morgagni di Forlì.
| Squadra 1        | Risultato | Squadra 2  |
| ---------------- | --------- | ---------- |
| Bardolino Verona | 0-2       | Tavagnacco |